# Allobates melanolaemus
Espèce
Synonymes
- Colostethus melanolaemus Grant & Rodríguez, 2001

Statut de conservation UICN

 LC  : Préoccupation mineure
Allobates melanolaemus est une espèce d'amphibiens de la famille des Aromobatidae.

## Répartition
Cette espèce est endémique du bassin du río Napo dans la province de Maynas, région de Loreto au Pérou. Elle se rencontre vers 200 m d'altitude.

## Publication originale
- Grant & Rodriguez, 2001 : Two new species of frogs of the genus Colostethus (Dendrobatidae) from Peru and a redescription of C. trilineatus (Boulenger, 1883). American Museum Novitates, no 3355, p. 1-24 (texte intégral).